# 丁人傑
丁人傑（1891年—1920年），又作仁傑，譜名愷元，字景梁，湖北房縣人，中華民國初年革命黨人物。
房縣高等小學畢業，投身行伍，受張之洞賞識，選入「武昌陸軍特別學堂」，加入革命黨組織文學社、共進會，1911年9月，曾任「文學共進聯合大會」代表。武昌起義時，與何燮桂、陳庭訓等革命黨人脅迫九江新軍五十三標標統（團長）馬毓寶投降。
1911年南北議和後，丁人傑因是孫文的強烈支持者，與反對孫文的章太炎激辯，不了了之。後成為中國同盟會會員代表。1913年與熊秉坤、蔣翊武意圖討伐袁世凱，事敗，逃亡日本。
1914年，化名「長野周作」，偽裝為南滿洲鐵道會社上海辦事處的日籍職員，與蔣介石（化名「石田雄介」）赴滿洲鼓吹奉軍反袁世凱。又與陳其美、蔣介石「謀運動肇和艦及襲取應瑞艦，並攻奪陸地各官署」失敗，陳蔣等人四處流亡， 丁人傑被租界巡捕拘拿，後獲釋，逐出租界。
1916年陳其美被刺時，丁與刺客死鬥，身負重傷。
1919年，陳炯明命為長汀知事。1920年，與陳炯明失和，棄官投奔許崇智軍，在辦公室內因為電燈故障而觸電死亡，無妻無子，孫文以奠儀銀元五千撫其家，命人扶柩回籍，葬於湖北鳳凰山。